# Historia de Siberia

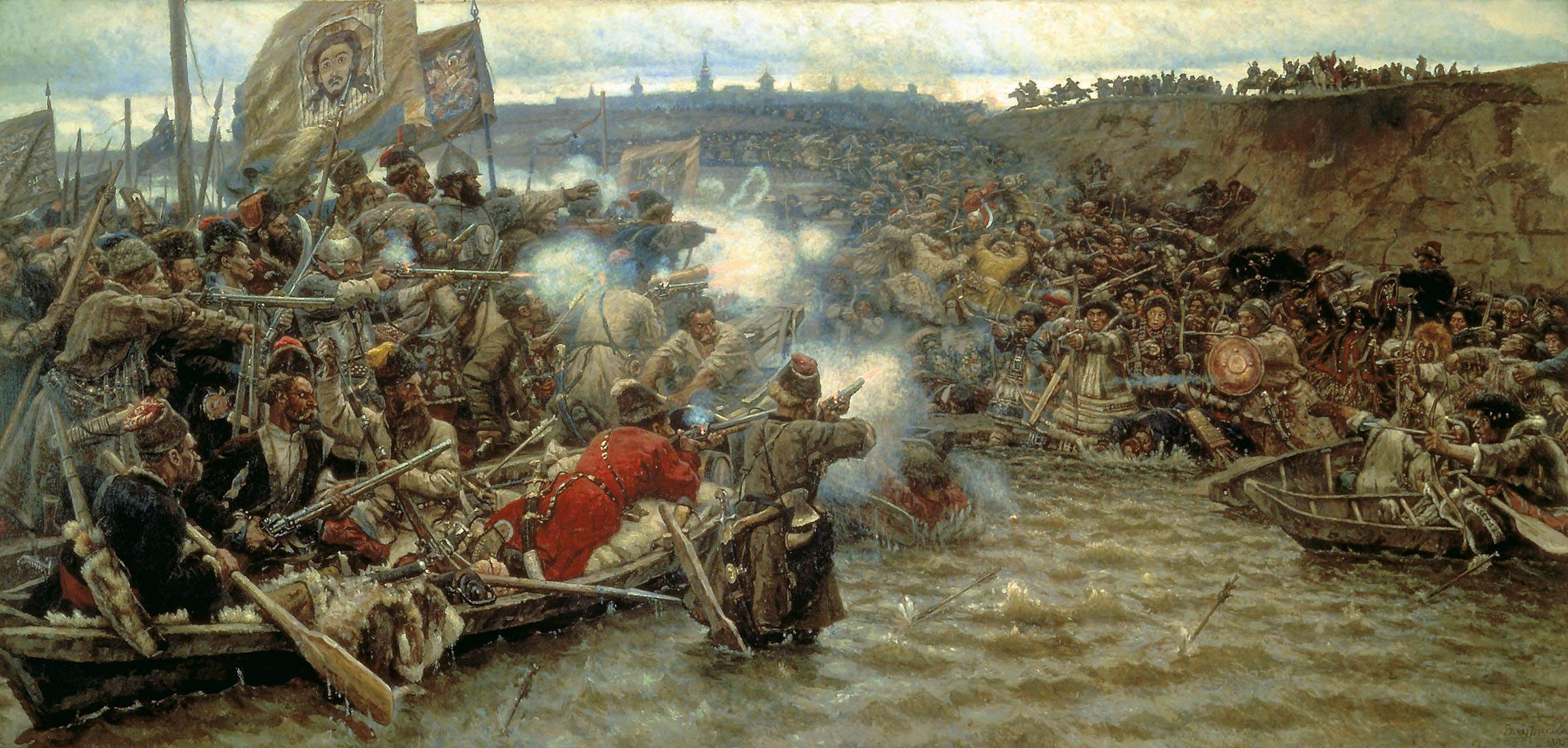
La Conquista de Siberia de Yermak, una pintura de Vasili Súrikov.

La historia de Siberia puede ser rastreada desde las civilizaciones nómadas de los escitas y de los xiongnu, que datan de antes de la era cristiana. Las estepas del sur de Siberia presenciaron una sucesión de imperios nómadas, incluyendo el Imperio túrquico y el Imperio mongol. En la Baja Edad Media, el budismo lamaísta se propagó en las regiones al sur del lago Baikal.
Un hito en la historia de la región fue la llegada de los rusos en los siglos XVI y XVII, contemporánea y en muchos aspectos análoga al asentamiento europeo en el continente americano. Durante el período imperial de la historia rusa, Siberia fue una provincia agrícola que fue usada como lugar de exilio, entre otros de Avvakum, Dostoyevski y los decembristas. El siglo XIX fue testigo de la construcción del ferrocarril Transiberiano, la industrialización y el descubrimiento de vastas reservas de recursos minerales en la región.

## Prehistoria

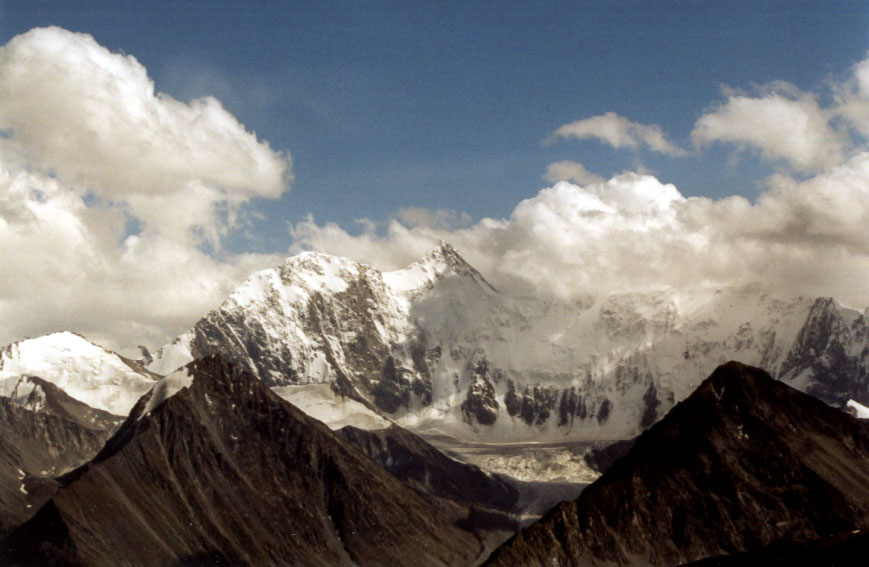
Monte Beluja en las Montañas de Altái.

En Diring Yuriakulo, cuenca del Lena, a 140 km al sur de Yakutsk, fueron encontradas herramientas de piedra olduvayenses, que han sido datadas por termoluminiscencia en 260.000 a 370.000 años antes del presente. Un fragmento de hueso proveniente del dedo de una niña y un molar encontrados en las cuevas de Denísova, en los montes Altái, en un estrato datado en 30.000 a 50.000 adP, pertenecieron, según la secunciación del genoma, a una especie de hominino, por ahora conocido como homínido de Denísova, diferente de los humanos modernos y de los neandertales. En cambio, un húmero encontrado en la Cueva de Okládnikov, también en la región del Altái, que de acuerdo cn la datación por radiocarbono tiene entre 29.900 y 37.800 años, presenta en cambio un ADN mitocondrial del tipo del neandertal.
De acuerdo con la genealogía genética, los primeros Homo sapiens que residieron en Siberia, lo hicieron hace alrededor de unos 45.000 años antes del presente y se expandieron hacia el este y el oeste para poblar América y Europa. Por un yacimiento arqueológico en el río Yana, datado por radiocarbono en 27.000 adP, se sabe que los humanos ya estaban desde esa época, más al norte del círculo polar ártico.  En la cuenca del río Aldán se desarrolló la cultura Dyuktái, caracterizada por una industria lítica con bifaces, puntas de proyectil y micronúcleos, descubierta por primera vez en la Cueva Dyuktái, en Yakutia, en estratos que datan hasta 14.000 adP, pero con horizonte se extiende en el tiempo, desde sitios como Ust-Mil 2, Ezhantsy e Ikhine con dataciones de 35.000 adP. La última fase del Pleistoceno de la ocupación humana del nordeste de Asia, se considera relacionado con una difusión y desarrollo de esta cultura. En un sitios tardío más al este, en Kujtuy al norte del mar de Ojotsk, no aparecen los micronúcleos y los bifaces apuntan a los encontrados en América.
En el estrato VII del sitio de Ushki, en la cuenca del río Kamchatka, fueron descubiertos numerosos artefactos de piedra, como puntas de proyectil bifaciales pedunculadas, aovadas y también triangulares, que recuerdan las de sitios en las Américas. Como este estrato ha sido datado por radiocarbono en 11.000 años adP y resulta por tanto contemporáneo con esos sitios, de los que no puede ser antecesor, pero sí proceder de una fuente cultural común. En el noreste de Asia, la Cultura Sumnagin del final del Pleistoceno, originada en la cuenca media del río Lena hace 10.500 y que se prolongó hasta hace 6500 años, podría estar relacionada con la migración una América al comienzos del Holoceno, en tanto la Cultura Belkachi, que data por lo menos de hace 5.200 años, se corresponde con el horizonte paleoesquimal conocido como Tradición Microlítica Ártica.
Las orillas de todos los lagos siberianos que ocuparon las depresiones geográficas durante el período Lacustrino abundan en restos arqueológicos que datan de la era neolítica. Innumerables kurgáns o túmulos, hornos y otros artefactos dan testimonio de una densa población. De hecho, algunos de los primeros artefactos encontrados en el Asia central proceden de Siberia y del Turquestán occidental. Durante la gran migración en Asia de este a oeste, muchas poblaciones fueron probablemente impulsadas hacia la frontera norte de la gran Meseta Central Siberiana y, de ahí, compelidos hacia Siberia. Las sucesivas olas de inmigración los forzaron a ir aún más lejos, hacia las tierras áridas del norte. Ya en el I milenio a. C., los productos de seda empezaron a aparecer en Siberia tras haber viajado por la Ruta de la Seda del norte desde China, incluyendo el segmento del camino Hexi.

## Pueblos autóctonos
A pesar de su baja densidad de población, Siberia es una región étnicamente y lingüísticamente muy diversa. Ha estado poblada por decenas de pueblos que pertenecen a familias lingüísticas diferentes y que, por tanto, presuntamente tienen orígenes filogenéticos diversos. Aunque gran parte de Siberia está habitada por pueblos de clasificados como altaicos, es un hecho debatido si todos estos pueblos tienen un origen común ya que la hipótesis altaica ha sido severamente cuestionada. Entre los grupos altaicos, filogenéticamente probados están los pueblos túrquicos, una de cuyas ramas el túrquico siberiano se desarrolló en Siberia, los tungúsicos y los mongólicos. Además existe otras pequeñas familias no relacionadas con las anteriores como la yeniseica y en el extremo oriental otras dos familias de lenguas paleosiberianas: la familia yukaghir,  y familia chukoto-kamchatka, además de dos lenguas aisladas: nivkh y ainu. Las familias lingüísticas mencionadas se dividen en grupos que hablan lenguas diferentes entre sí por lo que el número de pueblos distintos reconocibles es mucho mayor que el número de familias lingüísticas.
Todas estas lenguas, sin excepción, se hallan en retroceso y están perdiendo hablantes, aunque como grupos étnicos siguen siendo reconocibles, aun cuando muchos de sus miembros sin bilingües en ruso y su lengua ancestral, o sólo monolingües en ruso.

## Conquista mongola de Siberia

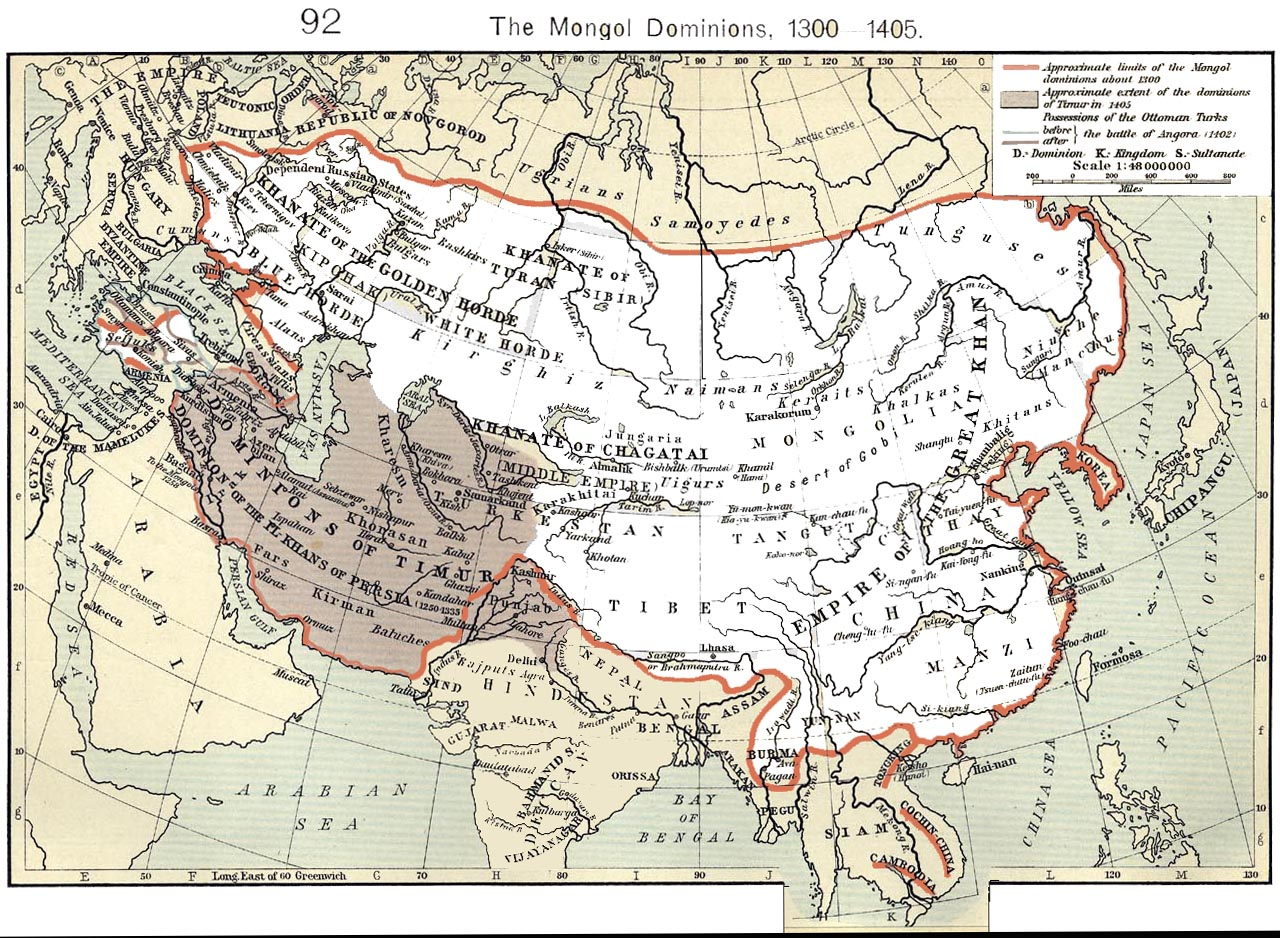
El Imperio mongol, ca. 1300 (la zona gris corresponde a la última dinastía timúrida).

Los mongoles habían mantenido desde tiempo estrechas relaciones con los pueblos que habitaban los bosques siberianos (taiga), a los que llamaban «la gente del bosque» (Ойн иргэд). Muchos de ellos, tales como los barga y los uriankhai eran muy distintos de los mongoles ya que mientras las tribus asentadas en los alrededor del lago Baikal hablaban mongol, los del oeste hablaban varias lenguas túrquicas, samoyedas o yeniseianas. En 1206, Gengis Kan había conquistado todas las tribus mongol-turcas de Mongolia y el sur de Siberia. Y su hijo mayor, Jochi, subyugó en 1207 a los habitantes de los bosques siberianos: los oirats, barga, khakas, buriatos, tuviniano, khori-tumed, uriankhais y kirguises. A continuación, organizó a los siberianos en 3 tumens. Mientras, los barga, buriatos, khoris, keshmitis y bashkirios se organizaron en grupos separados de unos 1000, los telengit, tolos, oirats y kirguizos del Yenisei fueron contados como tumens. Gengis Kan dio a los telengit y a los tolos a lo largo del río Irtysh a un viejo compañero, Qorchi. Gengis también estableció una colonia de artesanos chinos y agricultores en Kem-Kemchik después de la primera fase de la guerra Mongol-Jin. Los Grandes Kanes cobraban tributos y se favorecieron con gerifaltes, pieles, harenes y caballos del Kirguistán.
Siberia occidental quedó bajo el Ulus de Jochi (Imperio de la Horda de Oro). Los descendientes de Orda Kan, el hijo mayor de Jochi, directamente fueron eliminados de la zona. Se crearon estaciones para una ruta de trineos tirados por perros que cruzaban los pantanos de Siberia occidental para facilitar la recaudación de tributos.
En 1270, Kublai Kan envió a un funcionario chino, con un nuevo grupo de colonos, para servir como juez en las regiones de las cuencas de Kirguisa y Tuvá. Kaidu, nieto de Ugedei, ocupó Siberia central desde 1275. El ejército Yuan comandado por uno de los generales de Kublai, el cumano Tutugh volvió a ocupar las tierras de Kirguistán en 1293 y, desde entonces el Imperio del Gran Khan controló Siberia central y oriental.

### Janato de Siberia

El Janato de Siberia en los siglos y.

Con la desintegración de la Horda de Oro a finales del siglo XIV, afloró como poder independiente el Janato de Siberia (1428-1598) con centro en la ciudad de Tiumén y un territorio que abarcaba desde el río Yeniséi hasta los Urales, y desde el océano Ártico a las estepas meridionales bañadas por el río Irttysh y el Ishim. La dinastía Taybughid (una dinastía no borjigina, esto es, que no descendían del clan de la familia de Gengis Kan) compititió con los descendientes de Shibam, un hijo de Jochi y el jan Taibuga se hizo con el poder en 1450. El janato, tártaro túrquico, tenía una población de etnias muy diversas, siendo los principales los tártaros siberianos, khantys, mansis, nenezos y selkup.
En el comienzo del siglo XVI comenzaron a llegar fugitivos tártaros del Turquestán que sometieron a las tribus estrechamente asociadas que habitan las tierras bajas del este de los Urales. Agricultores, curtidores, comerciantes y mulás (clérigos islámicos) fueron llamados desde el Turquestán y se levantaron pequeños principados en tierras de los ríos Irtysh y Obi. Esos principados estaban unidos por el Khan Yadegar y fueron frecuentes los conflictos con los rusos, que en esa época comenzaban a colonizar los Urales. Esto les hizo entrar en conflicto con Moscovia y por ello el Kan Ediger envió varios emisarios a Moscú en 1555, accediendo a pagar un tributo anual de un millar de sables.
Kuchum (? - c. 1605) fue el último kan del Janato de Siberia (1563-98) e intentó acometer varias reformas, como convertir a los tártaros siberianos, principalmente chamanistas, al islam. Así le pide al jan de Bujara, Abdullah, que envíe religiosos musulmanes a Iskar. Con este cambio, que logró imponer en las ciudades pero apenas en los ríos Irtysh y Obi, o en el Altái, se inicia la apertura de escuelas, ensalzando la escolarización. En 1571 se negó a pagar tributo a Rusia, aliándose con el Janato de Crimea y en 1573 Kuchum condujo un raid sobre la ciudad de Perm, un ataque que luego iba a tener muchas consecuencias.

## La conquista rusa de Siberia

### Novgorod y Moscovia
Ya en el siglo XI los novgorodenses de vez en cuando habían penetrado en Siberia. En el siglo XIV los novgorodenses exploraron el mar de Kara y el río Obi (1364), en la Siberia Occidental. Después de la caída de la República de Nóvgorod sus comunicaciones entre el norte de Rusia y Siberia fueron heredadas por el Gran Ducado de Moscú. El 9 de mayo de 1483 las tropas moscovitas de los príncipes Fiódor Kurbski-Cherny e Iván Saltyk-Travin se desplazaron a Siberia Occidental. Las tropas se movieron por los ríos Tavda, Tura e Irtysh, llegando hasta el río Obi. En 1499 moscovitas y novgorodenses esquiaron hasta Siberia occidental remontando el río Obi y sometieron a algunas tribus locales.
Después del ataque de Kuchum en 1573, el empresario Stróganov de Perm alistó a muchos cosacos para la protección de los asentamientos de los Urales contra los ataques de los tártaros siberianos. Stróganov sugirió a su jefe Yermak Timoféyevich que conquistase el Janato de Siberia, con la promesa de que le ayudaría con el suministro de alimentos y armas.

### Yermak y los cosacos

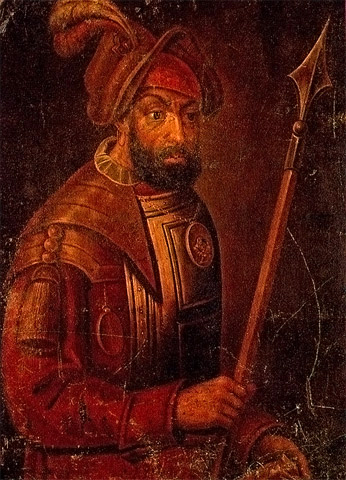
Yermak Timoféyevich.

Yermak Timoféyevich entró en Siberia en 1580 con un grupo de 1.636 hombres, siguiendo los ríos Tagil y Tura. Al año siguiente se encontraban en el Tobol y 500 hombres sitiaron con éxito Isker, la residencia del kan Kuchum, en los alrededores de lo que ahora es Tobolsk. Kuchum huyó a las estepas, abandonando sus dominios a Yermak, que, según la tradición, adquirió la actual Siberia al zar Iván IV, al que había restituido su propiedad. El Kan Kuchum se retiró a las estepas y los siguientes años reagrupó a su tropa. Luego atacó por sorpresa a Yermak el 6 de agosto de 1584 a altas horas de la noche y mató a la mayor parte de su armada. Yermak fue herido e intentó escapar nadando a través del río Vagái (un afluente del afluente Irtysh), pero se ahogó por el peso de su propia armadura. Las fuentes tártaras afirman que esta historia fue inventada para salvaguardar su honor, y de hecho fue salvajemente masacrado junto con el resto de sus soldados y experimentaron una muerte anónima. Los restos de las tropas de Yermak bajo el liderazgo de Meshcheriak se retiraron de Qashliq, destruyendo la ciudad a su salida.
En 1586 volvieron los rusos y después de someter a vasallaje al Janato y a los mansis mediante el uso de su artillería, establecieron una fortaleza en Tiumén, cerca de las ruinas de Qashliq. Las tribus tártaras, sumisas al Kan Kuchum, fueron atacadas por los rusos entre 1584 y 1595. Sin embargo, el kan Kuchum no fue capturado. Finalmente, en agosto de 1598, Kuchum fue derrotado en la batalla de Urmin, cerca del río Obi. En el transcurso de la contienda, la familia real siberiana fue apresada por las tropas rusas pero Kuchum volvió a escapar. Los rusos llevaron a los miembros de la familia de Kuchum a Moscú, donde permanecieron como rehenes. Los descendientes de la familia del kan pasaron a ser conocidos como los Príncipes Sibirsky y se sabe que la familia sobrevivió hasta al menos finales del siglo XIX.
A pesar de su huida personal, la captura de su familia acabó con las actividades políticas y militares del Kan Kuchum y se entiende que se retirara a los territorios de la Horda de Nogay al sur de Siberia. Se cree que Kuchum se dirigió entonces a Bujará y siendo ya anciano se quedó ciego, muriendo en le exilio lejos de sus parientes, alrededor de 1605.
Tras la muerte del kan y la paulatina disolución de resistencia siberiana organizada, nuevas bandas de cazadores y aventureros, incursionaban cada año en el país, con el apoyo de Moscú, que levantó varios fuertes y eso permitió que los trabajadores se asentaran alrededor de ellos para suministrar alimentos a las guarniciones. Para evitar conflictos con las zonas más pobladas del sur, preferían avanzar hacia el este siguiendo latitudes más altas. Los rusos avanzaron en primer lugar hacia el lago Baikal y luego al mar de Ojotsk y el río Amur. Sin embargo, cuando alcanzaron las fronteras chinas, se tropezaron por vez primera con pueblos equipados con artillería y tuvieron que detenerse.
Los rusos alcanzaron el océano Pacífico en 1639. Después de la conquista del Janato de Siberia, todo el norte de Asia (un área mucho más extensa que el antiguo janato) pasó a ser conocida como Siberia, y para el año 1640 las fronteras orientales de Rusia se habían expandido varios millones de kilómetros cuadrados. Muchas ciudades modernas rusas en Siberia Occidental se fundaron durante el periodo del Janato de Siberia, incluyendo Tiumén y Tobolsk. En cierto modo, el janato persistió bajo el título subsidiario de «zar de Siberia», que pasó a formar parte del completo estilo imperial de los autócratas rusos.

## El Imperio ruso

### La exploración de Siberia

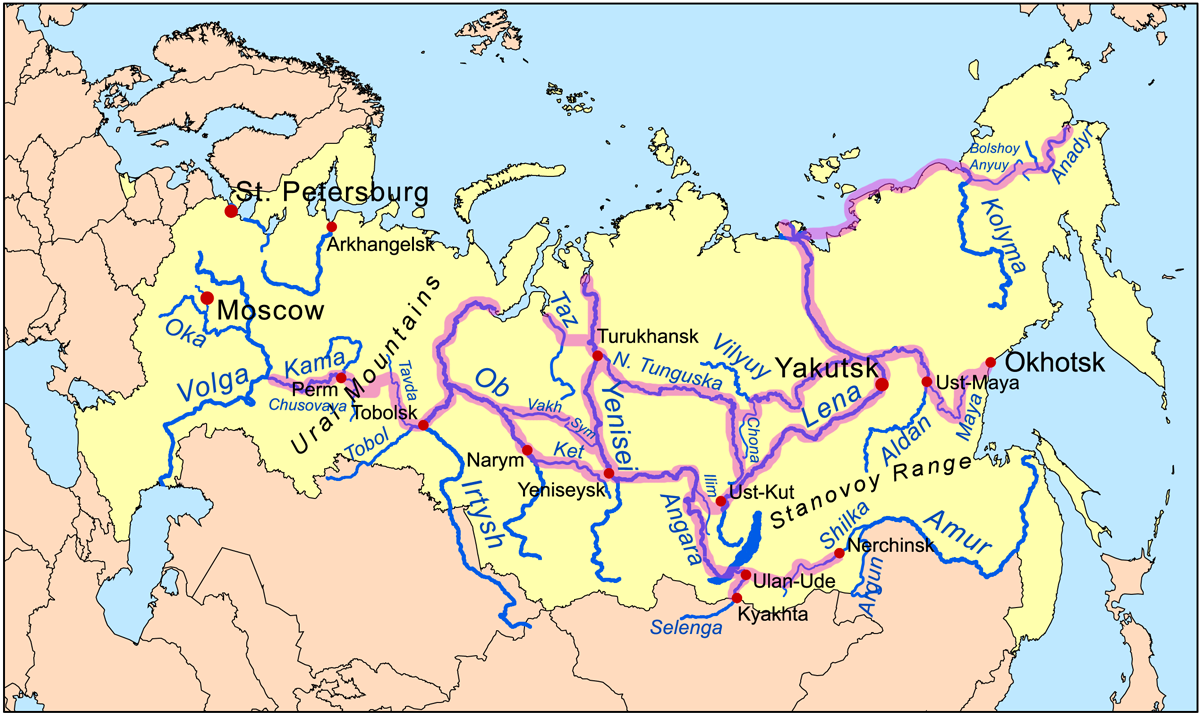
Las vías fluviales de Siberia fueron de primordial importancia en el proceso de exploración de Rusia y la conquista de Siberia.

En los comienzos del siglo XVII, el movimiento hacia el este de los rusos se vio frenado por los problemas internos en el país durante el Periodo Tumultuoso (1598-1613). Sin embargo, muy pronto la exploración y colonización de los grandes territorios de Siberia se reanudaron, dirigidas sobre todo por la caza de los cosacos de valiosas pieles y marfil. Mientras los cosacos llegaban desde los Urales del Sur, una nueva ola de rusos llegaba tras cruzar el océano Ártico: eran los pomors del norte de Rusia, que ya habían estado comerciando con pieles desde hacía mucho tiempo con Mangazeya, una colonia fundada en 1600 en el norte de la Siberia Occidental, a orillas del río Taz. En 1607 se fundó el asentamiento de Turujansk en el norte del río Yeniséi, cerca de la desembocadura del río Tunguska Inferior, y en 1619 el fuerte (ostrog) de Yeniséi, en la mitad del curso del Yeniséi, en la desembocadura del río Tunguska Superior.
En 1620 un grupo de cazadores de pieles encabezado por el semi-legendario Pyanda Demid partió de Turujansk en lo que se convirtió en un viaje muy prolongado. De acuerdo con los cuentos populares relatados un siglo después de los hechos, en los tres años y medio que van de 1620 a 1624, Pyanda supuestamente atravesó un total de 8.000 km de los hasta entonces desconocidos grandes ríos de Siberia: exploró unos 2300 km del Tunguska Inferior y, después de haber llegado a la parte superior del Tunguska, se encontró con el otro gran río siberiano, el Lena, del que exploró alrededor de 2400 km de su curso. De esta manera, es posible que haya sido el primer ruso en llegar a Yakutia y encontrar a los yakutos. Regresó remontando el Lena hasta que se hizo demasiado rocoso y poco profundo, y, por tierra, llegó al río Angará. De esta manera, Pyanda puede haber sido también el primer ruso en encontrar a los buriatos. Construyó nuevos botes y exploró unos 1.400 km del Angará, llegando finalmente a Yeniseisk y descubriendo que el Angara (un nombre buryato) y el Tunguska Superior (Verkhnyaya Tunguska, como en un principio era conocido por los rusos) eran el mismo río.

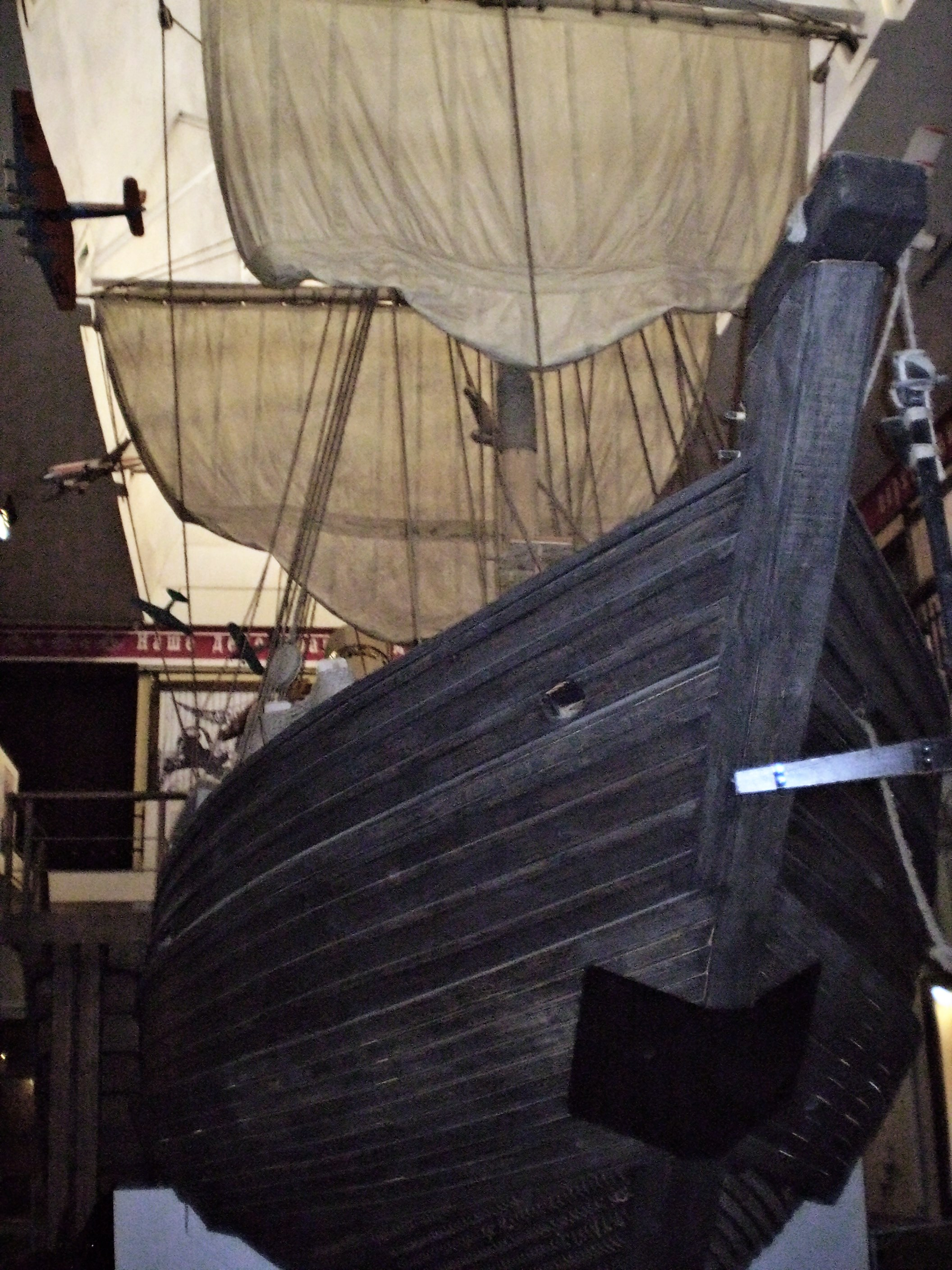
Un koch del en un museo de Krasnoyarsk. Los koch fueron los primeros rompehielos y fueron utilizados ampliamente por los rusos en los ríos del Ártico y de Siberia.

En 1627 Piotr Bekétov fue nombrado voevoda en Enisey, en Siberia. Realizó con éxito el viaje para cobrar impuestos a los buriatos de Zabaykalye, convirtiéndose en el primer ruso en adentrarse en Buriatia. Allí fundó el primer asentamiento ruso, el fuerte  (ostrog) Rybinsky. Beketov fue enviado al río Lena en 1631, donde en 1632 fundó Yakutsk y envió a su cosacos para explorar la región del río Aldan y a la región aguas más abajo en el Lena, para fundar nuevas fortalezas y recaudar impuestos.
Yakutsk pronto se convirtió en una importante base de donde saldrán más expediciones rusas hacia el este, hacia el sur y hacia el norte. Maksim Perfíliev, que antes había sido uno de los fundadores de Yeniseisk, fundó la fortaleza Bratsky en 1631, y en 1638 se convirtió en el primer ruso en entrar en la Transbaikalia. En 1639, un grupo de 49 cosacos óderado por Iván Moskvitin se convirtió en los primeros rusos que alcanzaron las costas de la vertiente del océano Pacífico y descubrieron el mar de Ojotsk, construyendo un campamento de invierno en su orilla, en la desembocadura del río Ulya. Los cosacos supieron por la población nativa de la proximidad del río Amur. En abril de 1640, al parecer, navegaron en dirección sur, exploraron la costa sur-oriental del mar de Ojotsk, tal vez hasta llegar a la desembocadura del río Amur y descubrieron las islas Chantar en su viaje de regreso. Basado en la información recogida por Moskvitin, Kurbat Ivanov dibujó el primer mapa ruso del Lejano Oriente en 1642. El mismo lideró un grupo de cosacos en 1643 que exploró al sur de las montañas Baikal y descubrió el propio lago Baikal, visitando la isla de Oljón. Posteriormente Ivanov hizo el primer mapa y descripción del Baikal.

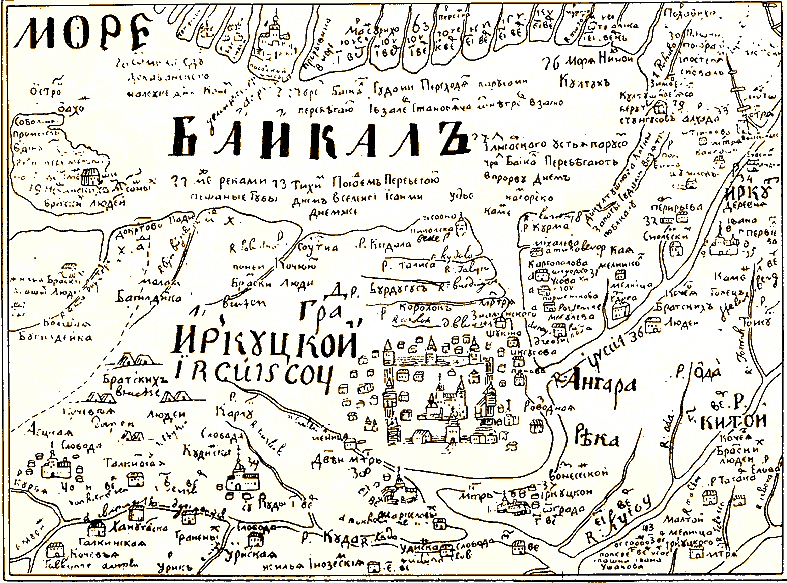
Un antiguo mapa de Irkutsk y el lago Baikal en sus proximidades

En 1643, Vasili Poyárkov al frente de una expedición de 133 hombres partió de Yakutsk y cruzó las montañas Stanovói, alcanzando la cuenca alta del río Zeya, en el país de los daurs, que pagaban entonces tributo a los manchú chinos. Después de invernar, en 1644 Poyarkov descendió el Zeya y se convirtió en el primer ruso en llegar a la región del río Amur. Navegó aguas abajo y finalmente descubrió la desembocadura del gran río desde tierra. Dado que sus cosacos para aprovisionarse habían provocado la enemistad de los nativos de los lugares que habían atravesado, Poyarkov eligió una rutaa diferente de vuelta, la misma seguida seis años antes por la expedición de Moskvitin. Construyeron nuevos botes y en 1645 navegaron a lo largo de la costa del mar de Ojotsk hasta el río Ulya y pasaron el invierno siguiente en las chozas que había sido construidas por Moskvitin. En 1646 estaban de regreso en Yakutsk.
En 1644 Mijaíl Stadujin descubrió la región del río Kolyma y fundó en sus orillas Srednekolymsk. Otro ruso, el comerciante Fedot Alekséyev Popov organizó una nueva expedición hacia el este en 1648, en la que Semión Dezhniov y Fedot Aleseyvich le acompañaban al frente de un grupo de entre 90 y 105 cosacos que se embarcaron en siete koch probablemente desde Srednekolymsk. Descendieron aguas abajo hasta el Ártico y después de algún tiempo doblaron el cabo Dezhneva, convirtiéndose así en los primeros exploradores que pasaron el estrecho de Bering y descubrieron Chukotka y el mar de Bering. Todos sus koch y la mayoría de sus hombres (incluido Popov) se perdieron en las tormentas y en enfrentamientos con los nativos. Un pequeño grupo liderado por Dezhniov, logró alcanzar la desembocadura del río Anadyr, que remontaron en 1649, después de haber construido botes nuevos con la madera a la deriva que encontraron. Fundaron ostrog Anadyrsk y quedaron allí, hasta que Stadukhin los encontró, procedente del Kolyma, en una nueva expedición en que llegó por tierra. Más tarde Stadukhin partió hacia el sur en 1651 y descubrió la bahía del Pénzhina, en el extremo septentrional del mar de Ojotsk. También puede haber explorado la costa occidental de Kamchatka ya en la década de 1650.

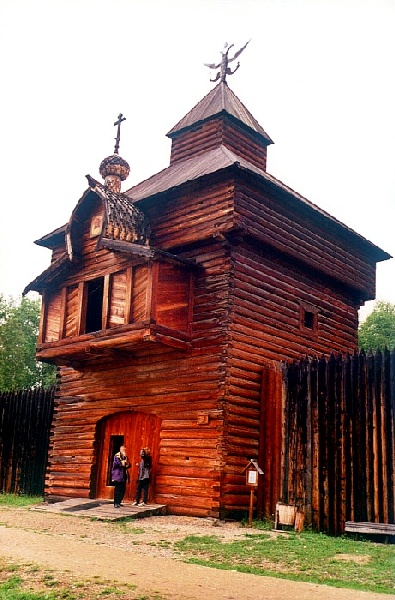
La torre de la fortaleza (ostrog) rusa del en Ilimsky, ahora en el Museo Taltsy, en Irkutsk.

En 1649-50, Yeroféi Jabárov lideró la segunda expedición rusa de exploración en el río Amur. A través de los ríos Oliokma, Tungur y Shilka llegó al Amur (Dauria), regresó a Yakutsk y luego volvió al Amur con una fuerza mayor en 1650-53. Esta vez se encontró con resistencia armada. Construyó cuarteles de invierno en Albazin, luego navegó por el río Amur y fundó Achansk, que precedió a la actual Jabárovsk, derrotando o eludiendo los grandes ejércitos de daurianos manchú chinos y coreanos en su camino. Cartografió el Amur en su Draft of the Amur river.
En 1659-65 Kurbat Ivanov fue el siguiente jefe del fuerte Anadyrsky, después de Dezhniov. En 1660 zarpó del golfo del Anádyr hasta el actual cabo Dezhneva. Además de sus primeras cartas pioneras, se le atribuye la creación del mapa inicial de la península de Chukotka y el estrecho de Bering, que fue el primero en mostrar sobre el papel (muy esquemáticamente), así como las aún sin descubrir isla de Wrangel, islas Diomedes y costas de Alaska.
Así que a mediados del siglo XVII los rusos habían establecido las fronteras de su país, próximas a las modernas, y exploraron la práctica totalidad de Siberia, excepto el este de Kamchatka y algunas regiones al norte del círculo polar ártico. La conquista de Kamchatka se completaría más tarde, en el siglo XVIII por Vladímir Atlásov, mientras que el descubrimiento de la costa del Ártico y Alaska sería casi completado por la Gran Expedición del Norte en 1733-43. La expedición permitió a los cartógrafos crear un mapa de la mayor parte de la costa norte de Rusia, gracias a los resultados presentados por una serie de viajes dirigidos por Fiódor Minin, Dmitri Ovtsyn, Vasili Pronchishchev, Semión Cheliuskin, Dmitri Láptev y Jaritón Láptev. Al mismo tiempo, algunos de los miembros de la recién fundada Academia de Ciencias de Rusia viajaron extensivamente a través de Siberia, formando el llamado Escuadrón Académico de la Expedición (como Johann Georg Gmelin, Daniel Gottlieb Messerschmidt  y otros, que se convirtieron en los primeros científicos que exploraron Siberia).

### Los rusos y los nativos de Siberia
El principal atractivo para atraer a los cosacos a Siberia era el comercio de pieles y los exploradores regresaban con muchas pieles de sus expediciones, martas, zorros y armiños. La población local, sometida a Rusia, a cambio recibía defensa de los cosacos de los nómadas del sur y estaban obligados a pagar yasak (impuesto) en forma de pieles. Se habilitaron una serie de caminos utilizados para transportar los yasak a Moscú, que se conocían como yasachnaya.
Algunos pueblos nativos sin embargo mostraron resistencia abierta a los rusos, aunque la mayoría se sometieron e incluso hubo algunos que pidieron una relación de subordinación, aunque a veces más tarde se negaron a pagar los yasak, o no admitieron la autoridad de Rusia. Hay evidencias de la colaboración y la asimilación de los rusos con los pueblos locales en Siberia, aunque cuanto más avanzaban hacia el este, los locales, menos adelantados, les ofrecían más resistencia. Los grupos más resistentes fueron los koriakos y los chukchis (en la península de Chukchi), estos últimos todavía con un desarrollo casi de la Edad de Piedra.
En 1607-10, los tungus lucharon denodadamente por su independencia, pero fueron sometidos alrededor de 1623. En 1628, los rusos llegaron al río Lena, fundando en 1632 el fuerte de Yakutsk, y siete años más tarde alcanzaron el mar de Ojotsk, en la desembocadura del río Ulya. Los buriatos ofrecieron cierta oposición, pero entre 1631 y 1641, los cosacos erigieron varias fortalezas de empalizada en su territorio, y en 1648 un fuerte en el curso alto del río Uda, más allá del lago Baikal. En 1643, los barcos de Vasili Poyarkov lograron descender el río Amur y regresaron a Yakutsk por el mar de Ojotsk y el río Aldan. En 1649-50 Yeroféi Jabárov estableció el fuerte de Albazin en la orilla del río Amur.

Mapa de la ruta siberiana del (verde) y comienzos del XIX (rojo).

La resistencia manchú, sin embargo, obligó a los cosacos a abandonar Albazin y por el Tratado de Nerchinsk (1689) Rusia abandonó su avance hacia la cuenca del río Amur, concentrándose más en la colonización de las vastas extensiones de Siberia y el comercio con China a través de la ruta siberiana. En 1852 una expedición militar rusa comandada por Nikolái Muraviov-Amurski exploró el río Amur, y en 1857 una colonos cosacos y campesinos rusos se establecieron a lo largo de todo el curso del río. Este hecho consumado fue reconocido por China en 1860 por el Tratado de Aigun.
En el mismo año en que Khabarov había explorado el Amur (1648), el cosaco Semión Dezhnev navegó desde el río Kolyma a lo largo del extremo nororiental de Asia por el estrecho que fue descubierta y descrito ochenta años después por Vitus Bering. James Cook en 1778, y La Pérouse después de él, establecieron definitivamente las características generales de la costa del Pacífico norte.
Aunque el océano Ártico había sido alcanzado ya en la primera mitad del siglo XVII, la exploración de sus costas por una serie de expediciones dirigidas por Dmitri Ovtsyn, Fiódor Minin, Vasili Pronchishchev, Lasinius y Dmitri Láptev, cuyos trabajos constituyen una página brillante en los anales de los descubrimientos geográficos, se inició solo en el siglo XVIII (1735-39).

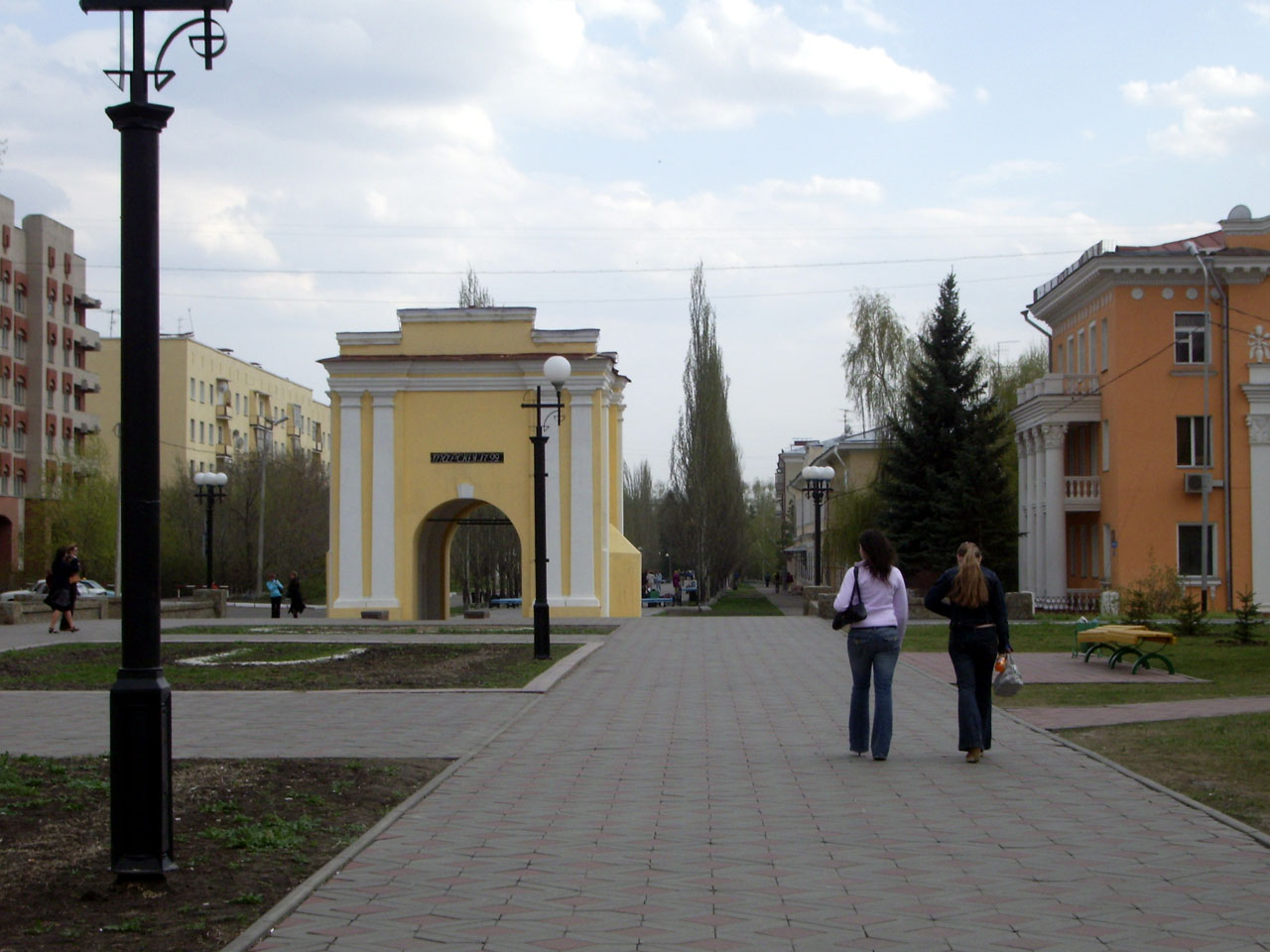
La Puerta de Tara en Omsk, anteriormente parte de la fortaleza de Omsk.

### Científicos en Siberia
La exploración científica de Siberia se inició en el período de 1733 a 1742 por Messerschmidt, Gmelin, y De L'isle de la Croyere, y fue seguida por Müller, Fischer y Georgi. El zoólogo y botánico alemán Peter Simon Pallas (1741-1811), con varios estudiantes rusos, realizó la primera exploración minuciosa, con levantamientos topográficos y descripciones de la fauna, flora y habitantes del país. Los viajes de Christopher Hansteen y el también físico alemán Georg Adolf Erman (1806 -77) fueron el paso más importante en la exploración del territorio.
Otros científicos occidentales, como Alexander von Humboldt, Christian Gottfried Ehrenberg y Gustav Rose, también realizaron cortas visitas a Siberia, lo que dio un nuevo impulso a la acumulación de conocimientos científicos. El naturalista y geógrafo alemán, Carl Ritter (1779-1859) elaboró en su Asien (1832-59) las bases de un sólido conocimiento de la estructura de Siberia. La expedición de Aleksandr Fyodorovich Middendorf (1843-45) al norte de Siberia —contemporánea de los viajes de Matthias Castrén para el estudio especial de las lenguas uralo-altaicas— dirigió la atención hacia el lejano norte y despertó el interés en la cuenca del Amur, que pronto se convirtió en escena de las expediciones de Akhte y Schwarz (1852), que después de culminar la expedición siberiana, avanzaron en el conocimiento de Siberia Oriental.
La rama siberiana de la Sociedad Geográfica de Rusia fue fundada al mismo tiempo en Irkutsk, y después se convirtió en un centro permanente para la exploración de Siberia, mientras que la apertura del Amur y Sajalín atrajo a Richard Maack, Schmidt, Glehn, Gustav Radde y Leopold von Schrenck, que realizaron nuevas obras sobre la flora, fauna y habitantes de Siberia.

### Primeros asentamientos y consolidación

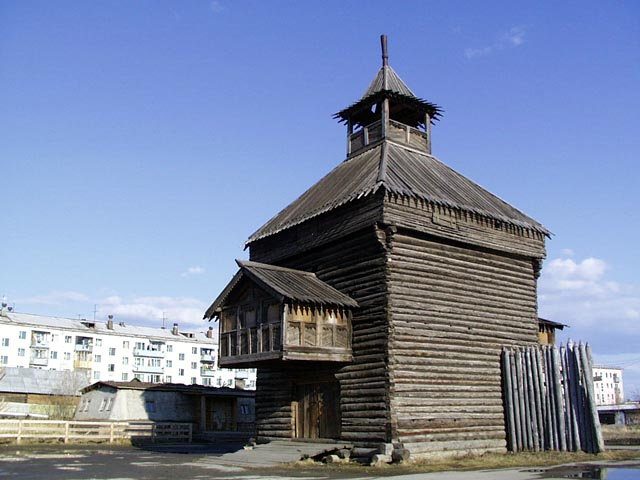
Torre del del fuerte de Yakutsk

En los siglos XVII y XVIII, los rusos que emigraban a Siberia eran cazadores y aquellos que escapaban de la Rusia central: los campesinos fugitivos en busca de vida libre de la servidumbre rusa, convictos fugitivos y viejos creyentes (raskolniki). Los nuevos asentamientos de los rusos y los pueblos locales existentes requerían defenderse de los nómadas del sur y para ello se fundaron fuertes. Así se establecieron los fuertes de Tomsk (1604) y Berdsk (1716).
Al comienzo del siglo XVIII la amenaza de ataques de los nómadas fue disminuyendo por lo que la región se fue poblando cada vez más y una vida cívica normal se estableció en las ciudades.
En el siglo XVIII, se constituyó en Siberia una nueva gubérniya administrativa con capital en Irkutsk; más adelante, en el siglo XIX ese territorio fue varias veces vuelto a dividir con la creación de nuevas guberniyas: primero Tomsk (con capital en Tomsk) y luego Yenisei (con capital primero en Yeniseysk y después en Krasnoyarsk).
En la década de 1730, el primer gran proyecto industrial —la producción metalúrgica establecida por la familia Demidov— dio nacimiento a la ciudad de Barnaul. Más tarde, la empresa organizó instituciones sociales como la biblioteca, club, teatro. Pyotr Semenov-Tyan-Shansky, que permaneció en Barnaul en 1856-57 escribió:

La riqueza de los ingenieros de minas de Barnaul no se expresa únicamente en sus hogares y ropa, sino más en su nivel educativo, en el conocimiento de la ciencia y la literatura. Barnaul fue indudablemente el lugar más cultivado en Siberia, y lo he llamado la Atenas siberiana, dejando Esparta para Omsk

Los mismos hechos tuvieron lugar en otras ciudades; se construían bibliotecas públicas, museos de tradiciones locales, colegios y teatros, aunque la primera universidad de Siberia no fue inaugurada hasta 1880 en Tomsk.
Los campesinos de Siberia, más que los de la Rusia europea, confiaban en su propia fuerza y habilidades ya que tenían que luchar contra un clima más difícil sin ninguna ayuda externa. La falta de condición de siervo y ser propietarios también contribuyó a su carácter independiente. A diferencia de los campesinos de la Rusia europea, los siberianos no tuvieron problemas con la disponibilidad de tierras, ya que la baja densidad de población les dio la capacidad para cultivar una parcela intensamente durante varios años en una fila, luego dejarla en barbecho durante mucho tiempo, y cultivar otras parcelas. Los campesinos siberianos tenían abundancia de alimentos, mientras que los campesinos rusos tuvieron que moderar el apetito de sus familias. Leonid Blummer señala que la cultura del consumo de alcohol difería significativamente; los campesinos siberianos bebían con frecuencia, pero moderadamente: «para un siberiano el vodka no es una maravilla, a diferencia de un campesino ruso, que consiguiéndolo después de tanto tiempo, está dispuesta a tomar un mar». Las casas, de acuerdo con las notas de los viajeros, se diferenciaban de las típica izbas de Rusia: las casas eran grandes, a menudo de dos pisos, con techos altos y las paredes revestidas con tablas y pintadas con pinturas al óleo.

## SigloXIX

### Decembristas y otros exiliados

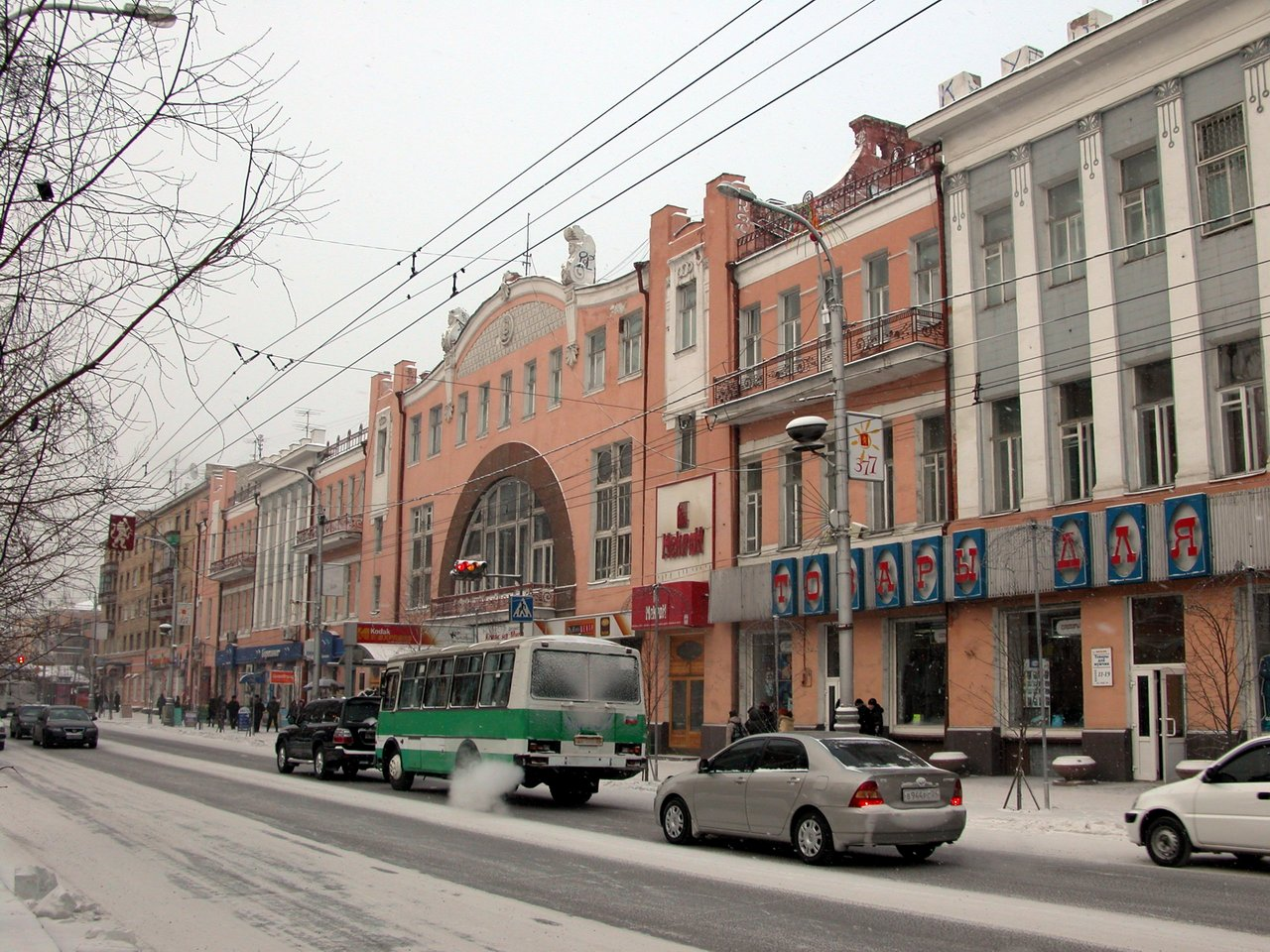
Krasnoyarsk ha conservado su centro histórico con edificios del estilo del.

Siberia fue considerado un buen lugar para el exilio por razones políticas, ya que estaba muy lejos de cualquier país extranjero. Un ciudadano de San Petersburgo no deseaba escapar a través del vasto campo siberiano como hacían campesinos y delincuentes. Incluso las ciudades más grandes como Irkutsk, Omsk y Krasnoyarsk, carecían de una vida social intensa y la vida de lujo de las grandes capitales.
Unas ochenta personas que participaron en la revuelta Decembrista (1825) fueron condenados a trabajos forzados en Siberia y a residir de forma permanente allí. Once mujeres los siguieron y se establecieron cerca de los campos de trabajo. En sus memorias, tomaron nota de la benevolencia y la prosperidad de los siberianos rurales y el tratamiento severo de los soldados y oficiales.

Viajando a través de Siberia, me maravilló y quedo fascinada a cada paso por la cordialidad y la hospitalidad que conocí en todas partes. Estaba fascinada por la riqueza y la abundancia con que la gente vive hasta hoy (1861), pero al tiempo era incluso más rico en todo. La hospitalidad fue desarrollada especialmente en Siberia. En todas partes fuimos recibidos como en países amigos, en todas partes nos daban de comer bien, y cuando pregunté cuánto les debía, no querían tomar nada, diciendo: «Pon una vela a Dios».
[...] Siberia es un país extremadamente rico, la tierra es normalmente fructífera, y se requiere poco trabajo para obtener una cosecha abundante.
Polina Annenkova, Notas de una esposa decembrista

Un número de decembristas murieron de enfermedades, algunas sufrieron shock psicológicos e incluso enloquecieron. Después de completar el período de trabajo obligatorio, fueron condenados a asentarse en determinados pueblos y ciudades pequeñas. Allí, algunos comenzaron a hacer negocios, que tenían permitido. Solo años más tarde, en la década de 1840, se les permitió trasladarse a las grandes ciudades o establecerse en cualquier lugar de Siberia. Solo en 1856, 31 años después de la revuelta, Alejandro II de Rusia perdonó y restituyó a los decembristas en honor de su coronación. Sin embargo, hubo excepciones: Vladimir Fedoseevich Raevskiy fue detenido por la participación en círculos decembristas en 1822, y en 1828 fue exiliado a la aldea de Olonki cerca de Irkutsk. Allí se casó y tuvo nueve hijos, comerciaba con pan, y fundó una escuela para niños y adultos para enseñar aritmética y gramática. Tras ser perdonado por Alejandro II, visitó su ciudad natal, pero volvió de nuevo a Olonki.
Viviendo en las ciudades de Omsk, Krasnoyarsk e Irkutsk, los decembristas contribuyeron mucho a ampliar la vida social y cultural. En Irkutsk, sus casas son ahora museos y en muchos lugares hay placas conmemorativas con sus nombres. A pesar de los deseos de las autoridades centrales, los revolucionarios exiliados probablemente no se sintieron marginados en Siberia. Muy al contrario, los siberianos habían vivido todo el tiempo por su cuenta y «no sentían ternura» por las autoridades. En muchos casos, los exiliados fueron recibidos cordialmente y adquirieron buenas posiciones.
Fiódor Dostoievski fue exiliado a una katorga cerca de Omsk, y realizó el servicio militar en Semipalatinsk. En el servicio, también tuvo que hacer viajes a Barnaul y Kuznetsk, donde se casó.
Anton Chejov no estaba exiliado, pero en 1890 hizo un viaje por su cuenta hasta la isla de Sajalín a través de Siberia, donde visitó un katorga. En ese viaje visitó Tomsk, hablando con desaprobación al respecto, y a continuación, Krasnoyarsk, que consideró «la más bella ciudad siberiana». Señaló que a pesar de no ser más un lugar de criminales más que un lugar de exilio político, la atmósfera moral era mucho mejor: no tuvo que hacer frente a ningún robo. Blummer sugirió que preparase un arma, pero su asistente respondió: «¡¿Para qué?! No estamos en Italia, sabes». Chéjov observó que, además de la prosperidad evidente, había una demanda urgente de desarrollo cultural.
Muchos polacos fueron exiliados a Siberia (ver Sybiraks).

### El ferrocarril Transiberiano

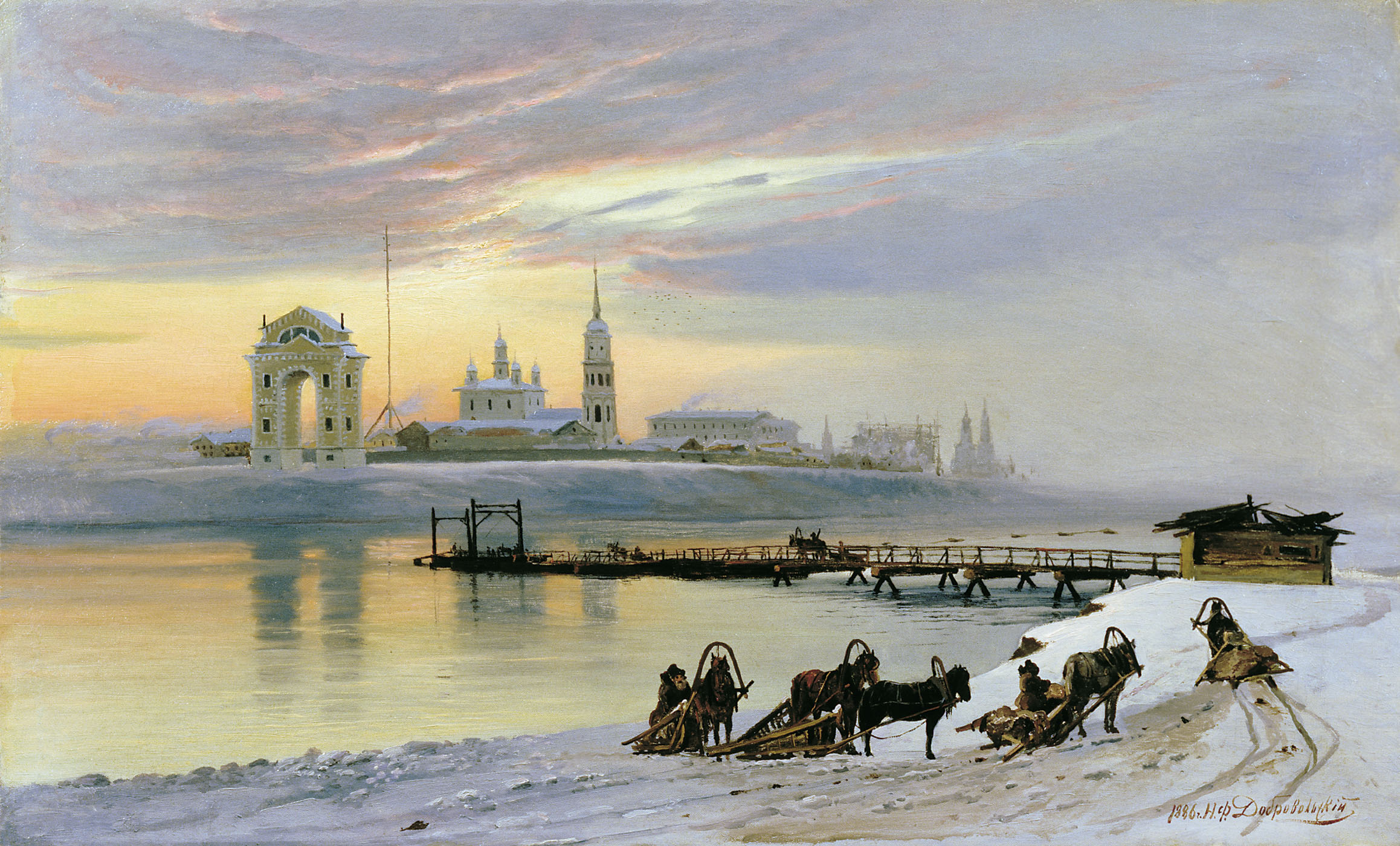
Cruzando el Angara en Irkutsk (1886).

El desarrollo de Siberia se vio obstaculizado por la carencia de redes de transporte en la región, así como entre Siberia y el resto del país. Aparte de la trakt Sibirsky, los caminos buenos aptos para el transporte rodado eran pocos y estaban muy separados. Durante unos cinco meses del año, los ríos eran el principal medio de transporte; durante la segunda mitad fría del año, la carga y los pasajeros viajaban en trineos arrastrados por caballos sobre caminos invernales, muchos de ellos los mismos ríos, ahora cubierto de hielo.
El primer barco de vapor en el río Obi, el "Osnova" de Nikita Myasnikov, fue botado en 1844, pero los inicios fueron difíciles y hasta 1857 el transporte de vapor no comenzó a desarrollar en el sistema fluvial del Obi, en la forma grave. Los barcos de vapor comenzaron a funcionar en el río Yenisei en 1863, en el Lena y en el Amur, en la década de 1870.
Mientras la comparativamente llana Siberia occidental estaba, al menos, bastante bien servida por el gigantesco sistema fluvial del Obi-Irtysh-Tobol-Chulym, los caudalosos ríos de Siberia Oriental —Yenisei, Alto Angara (el río Angara, a continuación de Bratsk no era fácilmente navegable a causa de la rápidos), Lena— eran en su mayoría navegables solo en la dirección norte-sur. Un intento de remediar un poco la situación fue la construcción del canal del Obi-Yenisei que no fue particularmente exitosa. Solo un ferrocarril podría ser una solución real a los problemas de transporte de la región.

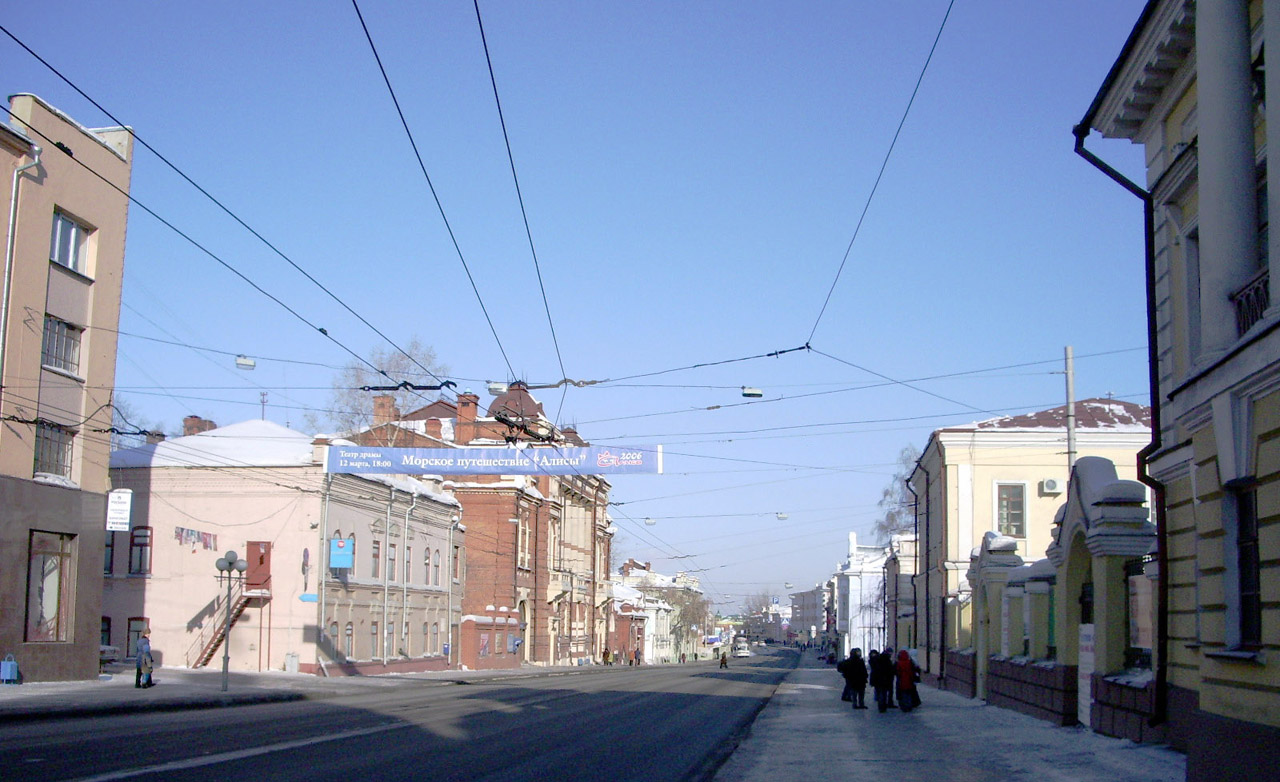
Tomsk era la ciudad más grande de Siberia a finales del, pero fue dejado de lado de la línea del Transiberiano.

Los primeros proyectos para construir una línea de ferrocarril en Siberia surgen desde la creación del ferrocarril Moscú-St. Petersburgo. Una de las primeras fue el proyecto Irkutsk-Chita, que pretendía conectar Irkutsk con el río Amur y, en consecuencia, llevarlo hasta el océano Pacífico.
Antes de 1880 el gobierno central rara vez respondió a dichos proyectos, debido a la debilidad de las empresas de Siberia, el miedo a la integración de los territorios de Siberia con la región del Pacífico, en vez de con Rusia, y a que por lo tanto, cayeran bajo la influencia de los Estados Unidos y Gran Bretaña. La burocracia, pesada y torpe, y el miedo de los riesgos financieros también contribuyeron a la inacción: el sistema financiero siempre subestimó los efectos beneficiosos de la vía férrea, suponiendo que absorbería solo el tráfico existente.
Sin embargo el temor de perder Siberia convenció de Alejandro II en 1880 para tomar una decisión para construir el ferrocarril y la construcción comenzó al año siguiente, en 1891. El Transiberiano dio un gran impulso a la agricultura siberiana, lo que permitió incrementar las exportaciones a la Rusia Central y a los países europeos. Favoreció no solo a los territorios más cercanos al ferrocarril, sino también a los relacionados con los ríos meridionales, como el Obi (Altái) y el Yenisei (regiones de Minusinsk y Abakán).
La agricultura siberiana exportaba una gran cantidad de grano barato a Occidente. La agricultura en el centro de Rusia todavía estaba bajo la presión de la servidumbre, que abandonó oficialmente en 1861, con la llamada reforma emancipadora de 1861 en Rusia).
Así, para defenderla y evitar la posible desestabilización social, en 1896 (cuando las partes oriental y occidental del Transiberiano no estaban aún conectadas), el gobierno introdujo el arancel Cheliábinsk (en ruso, Челябинский тарифный перелом) -una barrera arancelaria para el grano en Cheliábinsk, y una barrera similar en Manchuria. Esta medida cambió la forma en que se exportaba la producción cerealista: surgieron molinos en Altái, Novosibirsk y Tomsk; muchas fincas se pasaron a la producción de mantequilla. De 1896 a 1913, Siberia de media exportó 30,6 millones de puds (~ 500.000 toneladas) de productos cerealistas anuales (en grano o harina).

## ElsigloXX

### Programa de reasentamiento de Stolipin (1906-11)

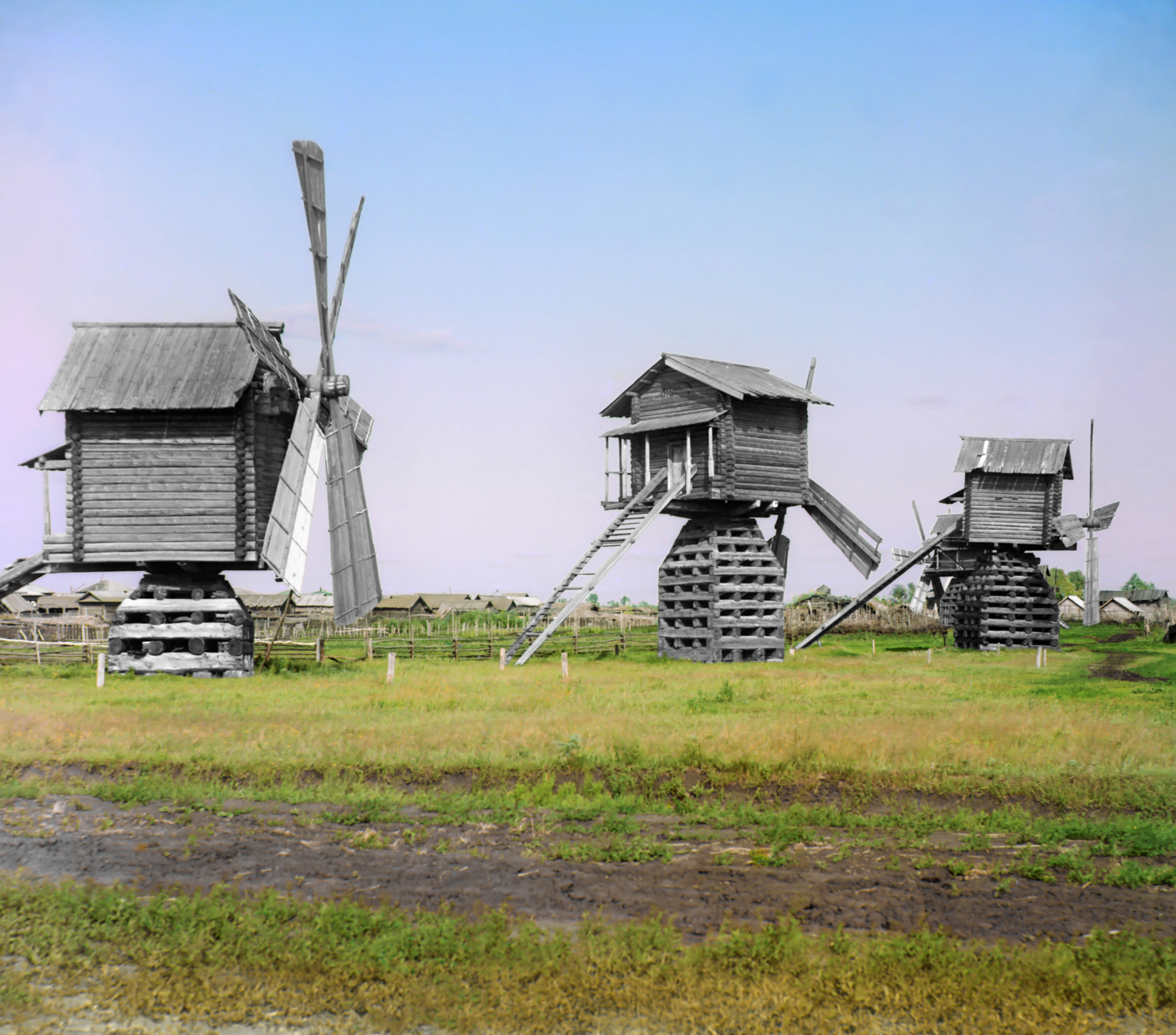
Una obra de Prokudin-Gorsky de molinos de viento en Siberia Occidental.

Una de las primeras campaña de asentamientos fue realizado en época de Nicolás II de Rusia bajo la dirección del primer ministro Stolypin en 1906-11. Las zonas rurales de Rusia central estaban atestadas, mientras que el Oriente estaba todavía poco poblado a pesar de tener tierras fértiles. El 10 de mayo de 1906, por decreto del zar, a los agricultores se les concedió el derecho a la transferencia, sin restricción alguna, en los territorios asiáticos de Rusia, y obtener tierra barata o gratuita. Una gran campaña de publicidad se llevó a cabo y fueron impresos seis millones de ejemplares de folletos y carteles, titulados «Que da el reasentamiento a los campesinos» y «Como viven los campesinos en Siberia», que se distribuyeron en las zonas rurales. Trenes especiales de propaganda fueron enviados por todo el campo y se proporcionaron trenes de transporte para los emigrantes. El Estado concedió préstamos a los colonos para la construcción de granjas.
No todos los colonos decidieron quedarse y el 17,8% emigraron de vuelta. En total, más de tres millones de personas se reasentaron de forma oficial en Siberia, y 750.000 llegaron a pie. De 1897 a 1914 la población de Siberia se incrementó un 73% y el área de tierra cultivada se duplicó.

### Evento de Tunguska (1908)
El evento o acontecimiento de Tunguska o explosión de Tunguska, fue una fuerte explosión ocurrida cerca del río Podkamennaya (Baja Stony) del río Tunguska, en lo que ahora es el Krai de Krasnoyarsk, alrededor de las 7:14 a. m. (0:14 UT, 7:02 a. m., hora solar local) el 30 de junio de 1908 (17 de junio en el calendario juliano, en uso a nivel local en ese momento).
La causa de la explosión es controvertida y aún hoy en día muy discutida. Aunque la causa de la explosión es objeto de debate, se cree que fue causada por la explosión en el aire de un fragmento de meteorito o un cometa grande a una altura de 5,10 km de la superficie de la Tierra. Diferentes estudios han arrojado diferentes estimaciones del tamaño del objeto, con el acuerdo general en que era de unas pocas decenas de metros de ancho., aunque se cree que es el mayor evento de impacto en tierra en la historia reciente de la Tierra a pesar de que los impactos de un tamaño similar en las zonas oceánicas remotas habrían pasado desapercibidos antes de la llegada de la vigilancia por satélite en los años 1960 y 1970. Debido a que el evento ocurrió en una zona remota, hubo pocos daños en vidas humanas o propiedades, y, de hecho, hasta algunos años después no fue investigado debidamente.
La primera expedición llegó al lugar más de una década después del evento. En 1921, el mineralogista ruso Leonid Kulik, que visitaba la cuenca del río Tunguska Podkamennaya como parte de un estudio de la Academia Soviética de Ciencias, dedujo de los relatos locales que la explosión había sido causada por el gigantesco impacto de un meteorito. Convenció al gobierno soviético para financiar una expedición a la región de Tunguska, sobre la base de la perspectiva del hierro meteórico que podría ser rescatado y ayudar a la industria soviética.
La expedición de Kulik alcanzó el sitio en 1927. Para su sorpresa, no encontró ningún cráter y solo una región de árboles quemados en unos 50 km a la redonda. Unos pocos cerca de la zona cero aún permanecían extrañamente de pie, sin ramas ni corteza. Los más alejados habían sido derribados en una dirección que marcaba ese centro.

### La Guerra Civil (1917)
En la época de la Revolución rusa de 1917 Siberia era una región agrícola de Rusia, con un débil empresariado y clase industrial. La intelectualidad tenía vagas ideas políticas. Solo el 13% de la población de la región vivía en las ciudades y poseía algunos conocimientos políticos. La falta de una fuerte diferencia social, la escasez de población urbana e intelectuales dio lugar a la unificación de los partidos políticos formalmente diferentes bajo ideas de regionalismo.
Las fuerzas antibolcheviques no ofrecieron una resistencia unida. Aunque Aleksandr Kolchak luchó contra los bolcheviques intentando eliminarlos en la capital del Imperio, los locales del Partido Social-Revolucionario y los mencheviques intentaron firmar un tratado de paz con los bolcheviques, en condiciones de independencia. Los aliados extranjeros, a pesar de ser capaz de hacer un esfuerzo decisivo, prefirieron mantenerse neutrales, aunque Kolchak mismo rechazó la oferta de ayuda de Japón. Después de una serie de derrotas en el centro de Rusia, las fuerzas de Kolchak tuvieron que retirarse de Siberia. La resistencia de la SR-s y el menguante apoyo de los aliados, los Blancos tuvieron que evacuar de Omsk a Irkutsk, y, finalmente, Kolchak renunció bajo la presión de la SR-s, que pronto se rindieron a los bolcheviques.
Para una cronología más detallada de la guerra civil en Siberia, véanse los artículos sobre el separatismo de Siberia, Aleksandr Kolchak e Intervención de Siberia

### Años 1920 y 1930
En la década de 1920 la agricultura en Siberia estaba en decadencia. Con un gran número de inmigrantes, la tierra fue utilizada de forma intensiva, lo que llevó a su agotamiento y a frecuentes malas cosechas. La agricultura no fue destruida por la guerra civil, pero la desorganización de las exportaciones destruyó la industria alimentaria y redujo los ingresos de los campesinos. Por otra parte, la prodrazviorstka y luego el impuesto sobre los alimentos naturales contribuyeron a un creciente descontento. En 1920-1924 hubo una serie de disturbios contra los comunistas en las zonas rurales, con más de 40.000 personas involucradas. Tanto los Blancos de edad (cosacos) y los antiguos partisanos "rojos", que antes luchaban contra Kolchak, los marginales, que fueron la fuerza principal de los comunistas, participaron en los disturbios. Según una encuesta de 1927 en el óblast de Irkutsk, los campesinos dijeron abiertamente que habían participado en la rebelión contra los soviéticos y esperado la ayuda extranjera. Cabe señalar también que las autoridades soviéticas declararon mediante una orden especial especial, la Orden del NKVD número 00593, a los constructores KVZhD y trabajadores enemigos del pueblo.
La juventud, que había sido socializada en la época de la guerra, fue altamente militarizada, y el gobierno soviético impulsó la propaganda militar por los Komsomol. Hay muchas pruebas documentadas de «bandolerismo rojo», especialmente en el campo, como la profanación de iglesias y tumbas cristianas, e incluso los asesinatos de sacerdotes y creyentes. También en muchos casos, un activista del Komsomol o un representante de la autoridad, hablando con una persona opuesta a los soviéticos, se enojó y la mató sin más. El Partido combatió ligeramente esto.
En 1930, el Partido inició la colectivización, lo que automáticamente pone el "kulaks" etiqueta de las familias acomodadas que viven en Siberia por un largo tiempo. Naturalmente, la raskulachivanie fue aplicada a todos los que protestaron. Desde la Rusia central muchas familias fueron exiliadas a las zonas poco pobladas, los bosques o zonas pantanosas de Siberia, pero aquellos que vivían aquí, había ya sea para escapar en cualquier lugar, o que se exilió en las regiones del norte (como Evenk y Janti-Mansi okrugs y la parte norte de Tomsk). La colectivización destruyó el estrato campesino más tradicional y eficaz en Siberia, y las vías naturales de desarrollo y sus consecuencias aún persisten.

Ópera y teatro de ballet de Novosibirsk, el edificio más grande (1945) de Rusia.

En las ciudades, durante la NEP y, más tarde, las nuevas autoridades, impulsadas por las ideas románticas socialistas hicieron intentos de construir nuevas ciudades socialistas, de acuerdo con el movimiento constructivista de moda, pero después de todo, solo queda un número de casas cuadradas. Por ejemplo, el teatro de Novosibirsk fue inicialmente diseñado en estilo constructivista puro. Se trataba de un ambicioso proyecto de arquitectos en el exilio. A mediados de la década de 1930 con la introducción del nuevo clasicismo, fue significativamente rediseñado.
Después de que el Transiberiano fuese construido, Omsk se convirtió pronto en la ciudad más grande de Siberia, pero en la década de 1930, los Soviets favorecieron a Novosibirsk. En la década de 1930 tuvo lugar la primera industrialización pesada en la cuenca del Kuznetsk (minería de carbón y metalurgia ferrosa) y de Norilsk (níquel y otros metales de tierras raras). La Ruta del Mar del Norte vio aplicación industrial. Al mismo tiempo, con el creciente número de prisioneros, los gulags establecieron una amplia red de campos de trabajo en Siberia.

### La Segunda Guerra Mundial
En 1941, muchas empresas y personas fueron evacuadas a las ciudades siberianas por ferrocarril, que comenzaron a trabajar inmediatamente después de ser descargados cerca de las estaciones, en la urgente necesidad de municiones y equipo militar. Los edificios de los talleres fueron construidos de forma simultánea con el trabajo.
La mayoría de las empresas evacuadas permanecieron en sus nuevos lugares después de la guerra. Se aumentó la producción industrial de Siberia, en gran medida, y se convirtieron en constituyente para muchas ciudades, como Rubtsovsk. La ciudad más oriental que los recibió fue Ulan-Ude, ya que Chita se consideraba peligrosamente cerca de China y Japón.
El 28 de agosto de 1941, el Soviet Supremo declaró una orden "«Acerca del reasentamiento de los alemanes de la región del Volga», por la que muchos de ellos fueron deportados en diferentes zonas rurales de Kazajistán y Siberia.
Al final de la guerra, miles de soldados cautivos y oficiales de los ejércitos alemán y japonés fueron condenados a varios años de trabajo en los campos de trabajo en todas las regiones de Siberia. Estos campos fueron dirigidas por una administración diferente que los Gulag. Sin embargo, aunque los campos soviéticos no tenían el propósito de llevar prisioneros a la muerte, la tasa de mortalidad fue significativa, especialmente en los inviernos. La gama de trabajos difería desde el cultivo de vegetales hasta la construcción de la línea de ferrocarril Baikal-Amur.

### La expansión industrial

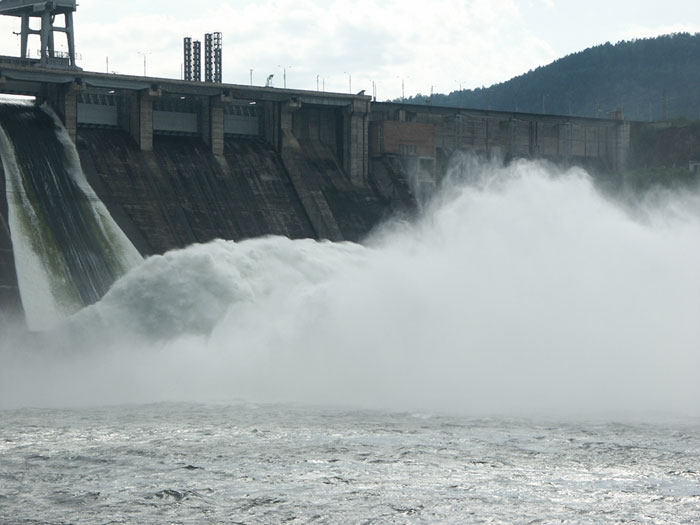
Central hidroeléctrica de Krasnoyarsk.

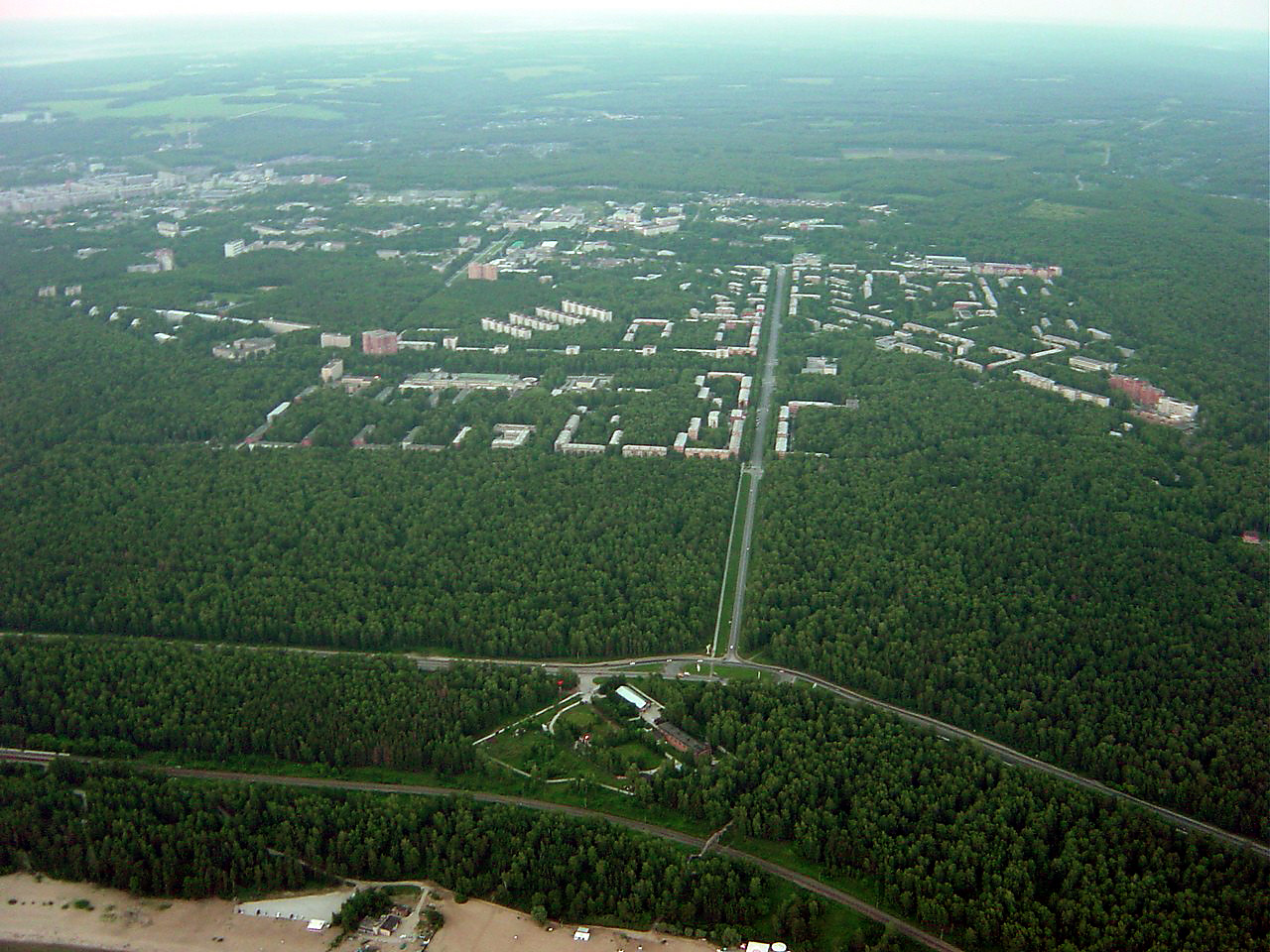
Akademgorodok, una ciudad científica cerca de Novosibirsk.

En la segunda mitad del siglo XX, la exploración de recursos minerales e hidroenergéticos continuó. Muchos de estos proyectos fueron planeados, pero se retrasaron debido a las guerras y al constante cambio de opiniones de los políticos soviéticos.
El proyecto más famoso fue el ferrocarril Baikal-Amur. Se planeó de forma simultánea con el Transiberiano, pero la construcción comenzó poco antes de la Segunda Guerra Mundial, quedando en suspenso durante la guerra y al acabar se reinició. Después de la muerte de Stalin, fue nuevamente suspendido durante años para ser continuado bajo Brezhnev.
La cascada de centrales hidroeléctricas construidas en las décadas de 1960 y 1970 en el río Angara, fue un proyecto similar al de la Tennessee Valley Authority en los Estados Unidos. Las plantas permitieron la creación y el apoyo de grandes instalaciones de producción, como las plantas de aluminio en Bratsk y Ust-Ilimsk, las minería de tierras raras en la cuenca del Angara, y las relacionadas con la industria maderera. El precio de la electricidad en la cuenca del Angara es la más baja de Rusia. Sin embargo, la cascada de Angara no está completamente terminada todavía: la planta de energía Bogucany espera ser terminado, y se creará una nueva serie de empresas.
La desventaja de este desarrollo es el daño ecológico debido a los bajos niveles de producción y al excesivo tamaño de las presas (los proyectos más grandes se vieron favorecidos por las autoridades industriales y recibieron más financiación), al aumento de la humedad en un clima ya difícil. Otro proyecto de construir una gran central eléctrica en el río Katun, en las montañas de Altái, en la década de 1980, que fue ampliamente protestado públicamente, fue cancelado.
Hay varios centros de orientación militar, como el NPO Vektor y ciudades cerradas como Seversk. A finales de 1980 una gran parte de la producción industrial de Omsk y Novosibirsk (hasta el 40%) estaba compuesta de bienes militares y de aviación. El colapso de los fondos militares financiados por el estadodio inicio a una grave crisis económica.
La rama siberiana de la Academia Rusa de las Ciencias reúne a una gran cantidad de institutos de investigación en las ciudades más grandes, siendo el mayor el Instituto Budker de Física Nuclear en Akademgorodok (una ciudad científica), cerca de Novosibirsk. Otras ciudades científicas o simplemente distritos integrado por institutos de investigación, también llamados Akademgorodok, están en las ciudades de Tomsk, Krasnoyarsk e Irkutsk. Estos sitios son los centros de la industria de nuevo desarrollo de las IT, especialmente el Akademgorodok de Novosibirsk, apodado el Silicon Taiga, y en Tomsk.
Hay un número de empresas con sede en Siberia que han extendido su negocio de varios productos de consumo a nivel meta-regional y a nivel nacional. Varios artistas siberianos e industrias han creado comunidades que ya no están centralizadas en Moscú, como Idea (festival anual de bajo costo), Golden Capital (premio anual de la arquitectura).

## ElsigloXXI

### Perspectivas futuras

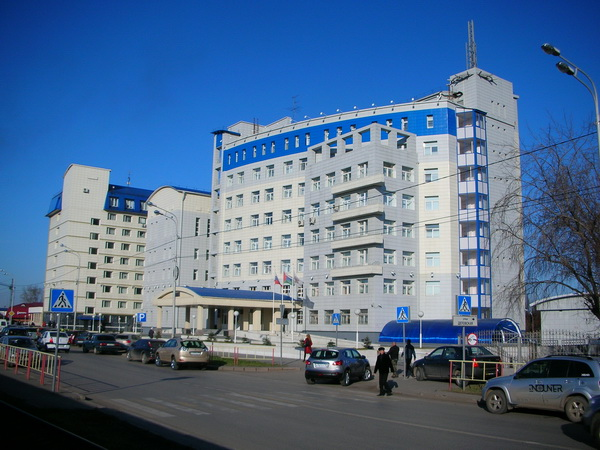
Edificios modernos de apartamentos en Tiumén.

Hasta la finalización de la autopista de Chita-Jabárovsk, la Transbaikalia era un callejón sin salida para el transporte de automóviles. Aunque de reciente construcción, esta carretera no solo beneficiara sobre todo los viajes de tránsito desde y hacia las provincias del Pacífico, sino que también impulsará la colonización y la expansión industrial en las regiones aisladas y escasamente pobladas del krai de Zabaikalie y el óblast de Amur.
La expansión de las redes de transporte seguirá para definir las direcciones de desarrollo regional de Siberia. El siguiente proyecto que se lleva a cabo es la terminación de la rama del ferrocarril a Yakutsk. Otro gran proyecto, propuesto ya en el siglo XIX como una opción septentrional para el ferrocarril del Transiberiano, es el ferrocarril Siberiano Norte, entre Nizhnevartovsk, Belyi Yar, Lesosibirsk y Ust-Ilimsk. Los Ferrocarriles de Rusia también sugieren un ambicioso proyecto de un ferrocarril a Magadán, la península de Chukchi y luego un túnel bajo el estrecho de Bering hasta Alaska.
Mientras los rusos siguen emigrando desde el distrito Federal de Siberia y el distrito Federal del Lejano Oriente a la Rusia occidental, las ciudades de Siberia atraen mano de obra (legal o ilegal) de las repúblicas de Asia Central y de China. Aunque los nativos son conscientes de la situación, en la Rusia occidental mitos sobre miles y millones de chinos viviendo en la Transbaikalia y el Lejano Oriente están muy extendidas. Por lo tanto, no es infrecuente en la sociedad rusa, especialmente al oeste de los Urales, estar ansiosos acerca de una supuesta anexión de China del sureste de Siberia.